# Atletism la Jocurile Olimpice de vară din 2020 - 10.000 m (masculin)
Proba de 10.000 de metri masculin de la Jocurile Olimpice de vară din 2020 a avut loc la 30 iulie 2021 pe Stadionul Național al Japoniei.

## Recorduri
Înaintea acestei competiții, recordurile mondiale și olimpice erau următoarele:
| Record  | Atlet                 | Timp     | Loc               | Data           |
| ------- | --------------------- | -------- | ----------------- | -------------- |
| Mondial | Kenenisa Bekele (ETH) | 26:17,53 | Bruxelles, Belgia | 26 august 2005 |
| Olimpic | Kenenisa Bekele (ETH) | 27:01,17 | Beijing, China    | 17 august 2008 |

## Program
Orele sunt ora Japoniei (UTC+9) 
| Data                  | Oră   | Etapă  |
| --------------------- | ----- | ------ |
| Vineri, 30 iulie 2021 | 19:00 | Finala |

## Rezultate

### Finala
| Loc | Atlet               | Țară                       | Timp     | Note |
| --- | ------------------- | -------------------------- | -------- | ---- |
| 1   | Selemon Barega      | Etiopia                    | 27:43,22 |      |
| 2   | Joshua Cheptegei    | Uganda                     | 27:43,63 | RS   |
| 3   | Jacob Kiplimo       | Uganda                     | 27:43,88 |      |
| 4   | Berihu Aregawi      | Etiopia                    | 27:46,16 |      |
| 5   | Grant Fisher        | Statele Unite ale Americii | 27:46,39 |      |
| 6   | Mohammed Ahmed      | Canada                     | 27:47.76 | RS   |
| 7   | Rodgers Kwemoi      | Kenya                      | 27:50,06 |      |
| 8   | Yomif Kejelcha      | Etiopia                    | 27:52,03 |      |
| 9   | Rhonex Kipruto      | Kenya                      | 27:52,78 |      |
| 10  | Morhad Amdouni      | Franța                     | 27:53,58 | RN   |
| 11  | Yemaneberhan Crippa | Italia                     | 27:54,05 | RS   |
| 12  | Aron Kifle          | Eritreea                   | 28:04,06 |      |
| 13  | Carlos Mayo         | Spania                     | 28:04,71 |      |
| 14  | Marc Scott          | Marea Britanie             | 28:09,23 |      |
| 15  | Woody Kincaid       | Statele Unite ale Americii | 28:11,01 |      |
| 16  | Joe Klecker         | Statele Unite ale Americii | 28:14,18 |      |
| 17  | Akira Aizawa        | Japonia                    | 28:18,37 | RS   |
| 18  | Isaac Kimeli        | Belgia                     | 28:31,91 |      |
| 19  | Patrick Tiernan     | Australia                  | 28:35,06 | RS   |
| 20  | Weldon Langat       | Kenya                      | 28:41,42 |      |
| 21  | Julien Wanders      | Elveția                    | 28:55,29 | RS   |
| 22  | Tatsuhiko Ito       | Japonia                    | 29:01,31 |      |
| 23  | Kieran Tuntivate    | Thailanda                  | 29:01,92 |      |
|     | Sam Atkin           | Marea Britanie             | NT       |      |
|     | Stephen Kissa       | Uganda                     | NT       |      |